# Негован (Солун)
Негован (грч. Ξυλόπολη, Ксилополи) је насељено место у општини Лагадина у периферији Средишња Македонија, Грчка. Према попису из 2021. године био је 601 становник.
Према бугарском географу и историчару, Василу Канчову, у Неговану је 1900. године живело 1.960 Словена хришћана и 280 Турака. Током Другог балканског рата село је доста страдало и већина Словена је избегла. Године 1924, турско становништво је принудно исељено у Турску а на њихово место су насељене грчке избегличке породице, чији је број био далеко мањи од словенске популације. На попису из 1928. године Негован је имао 914 становника.